# جواز سفر تونسي
جواز السفر التونسي يصدر لمواطني تونس للسفر الدولي. عند إصداره، يكون الجواز عادة صالحًا لمدة 5 سنوات.

## شروط الحصول
يشترط المشرع التونسي أن يكون طالب جواز السفر تونسي الجنسية خاليا من الموانع المنصوص عليها بالقانون عدد 40 لسنة 1975 المؤرخ في 14 ماي 1975 المتعلق بجوازات السفر ووثائق السفر و النصوص المنقحة والمتممة له.
وصل اليوم عدد التونسيين الذين لم تتوفر فيهم شروط الحصول على جواز سفر تونسي إلى ما يزيد على 8000 تونسي عبر العالم.
كما لم تتحصل لطيفة الحباشي المحامية والقيادية في حركة النهضة من جواز سفر عند رغبتها في السفر بقصد علاج ورم في الدماغ.

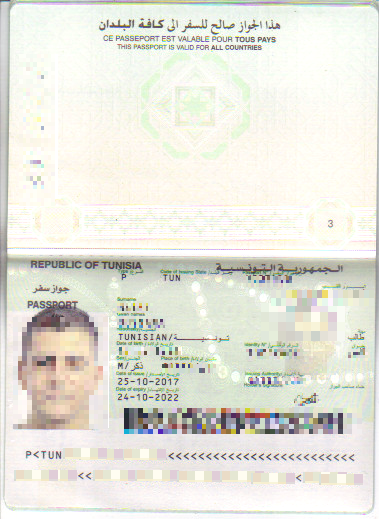
صفحة البيانات بجواز السفر التونسي

## الوثائق الازمة

### أول مرة أو تجديد

#### التونسيين المقيمين بالتراب التونسي
- تعمير استمارة الحصول على جواز سفر عادي وإمضاؤها.
- نسخة من بطاقة التعريف الوطنية مع الاستظهار بالأصل أو مضمون ولادة بالنسبة للقصر.
- 4 صور شمسية.[6]
- ما يفيد الدراسة بالنسبة للتلاميذ والطلبة.
- ترخيص الولي بالنسبة للقصر مصحوبا بنسخة من بطاقة تعريفه.
- طابع جبائي (250 دينار تونسي للتلاميذ والأطفال دون 6 سنوات، 800 دينار للبقية).
- إضافة الجواز القديم في حالة تجديد.
- تقديم طلب على ورق عادي عند الرغبة في الاحتفاظ بالجواز القديم.
- مكان تقديم الطلب في مركز الشرطة أو الحرس الوطني.

#### التونسيين المقيمين بالخارج
- إضافة على الوثائق السابقة ما يفيد الإقامة بصفة قانونية بالخارج بالنسبة للمتواجدين بالخارج.
- بالنسبة للطابع الجبائي يمكن تقديمه بالدينار أو ما يساوي ذلك بالعملة الأجنبية.
- مكان تقديم الطلب في السفارة أو القنصلية.

## معرض صور

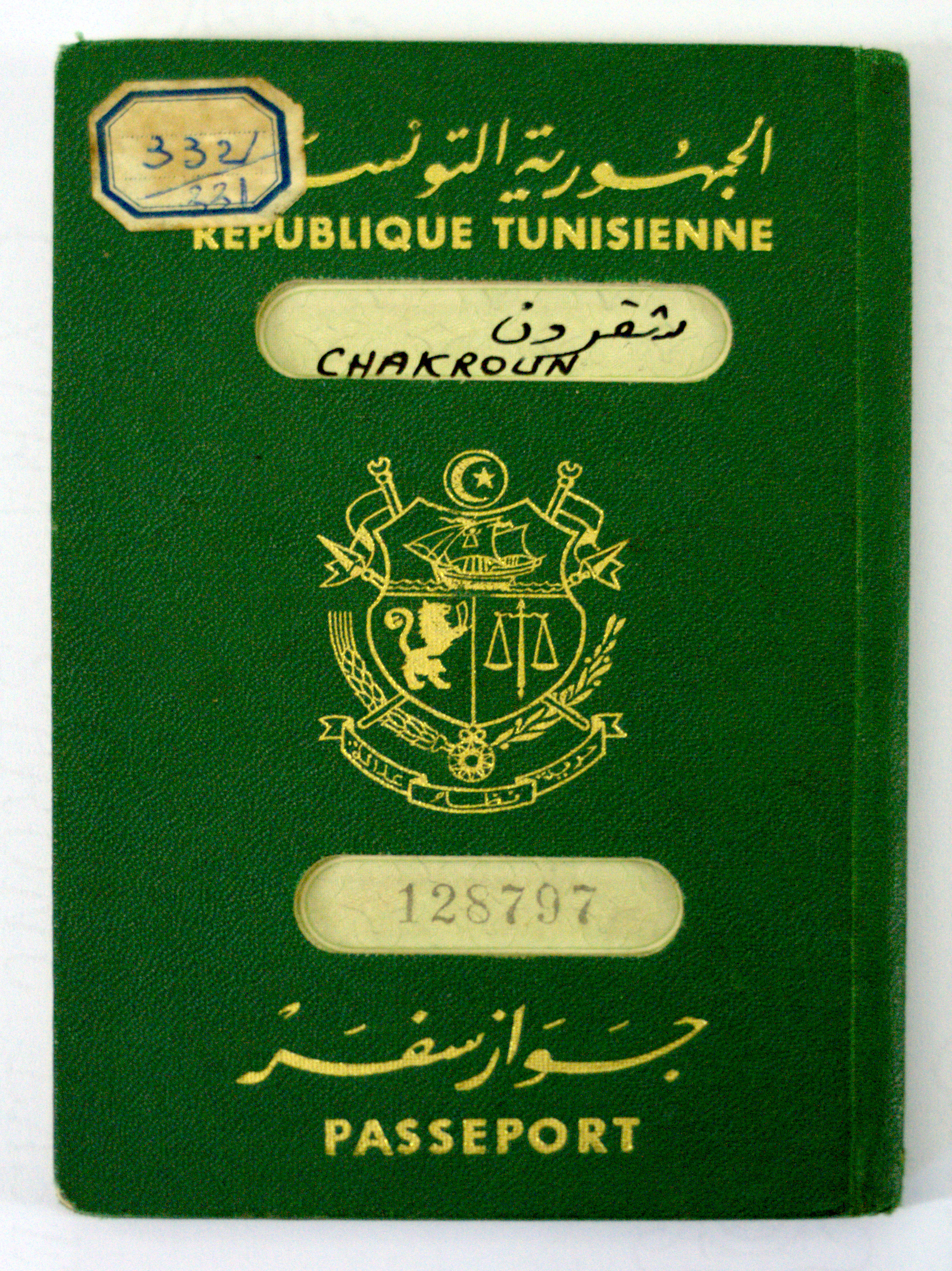
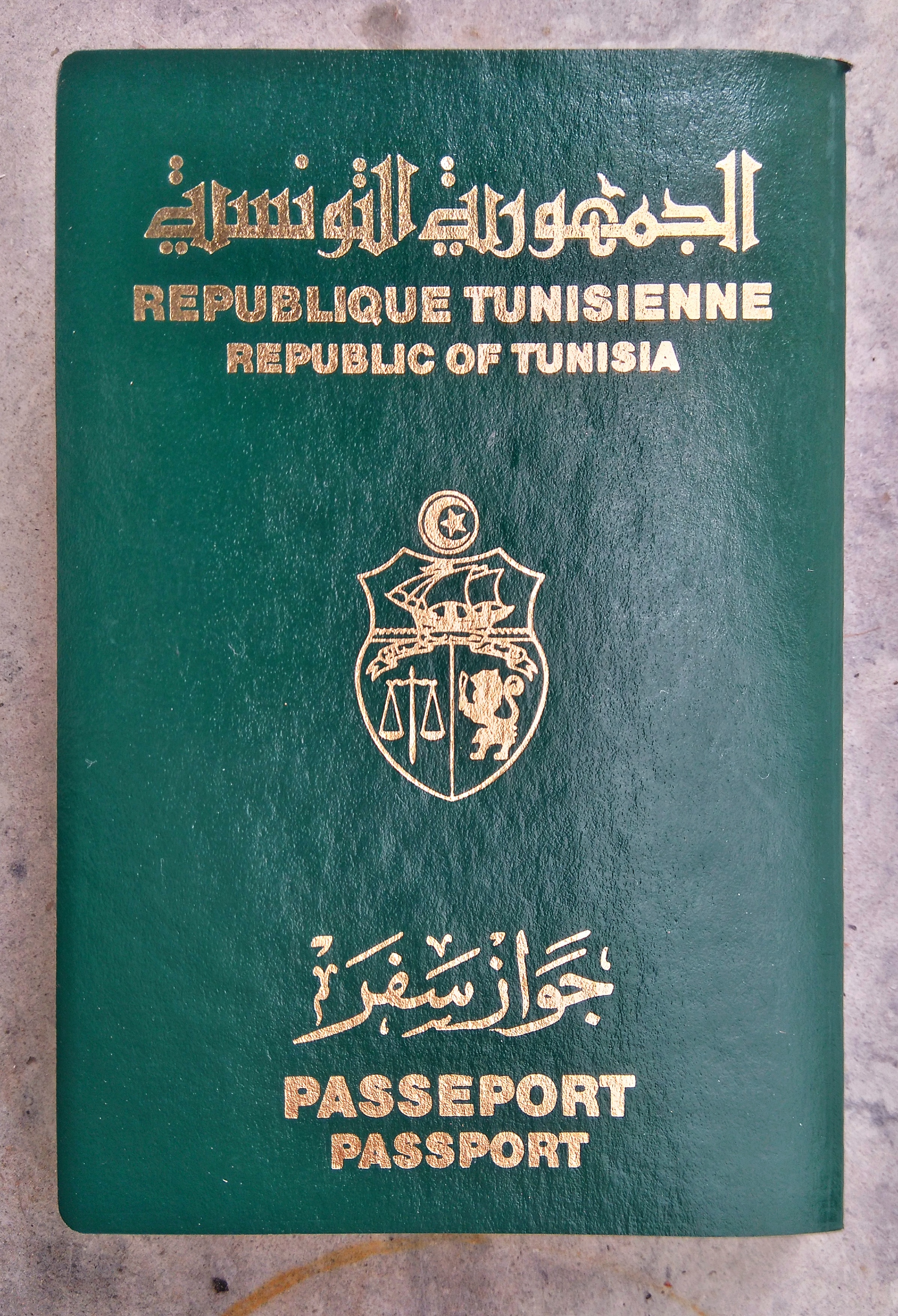
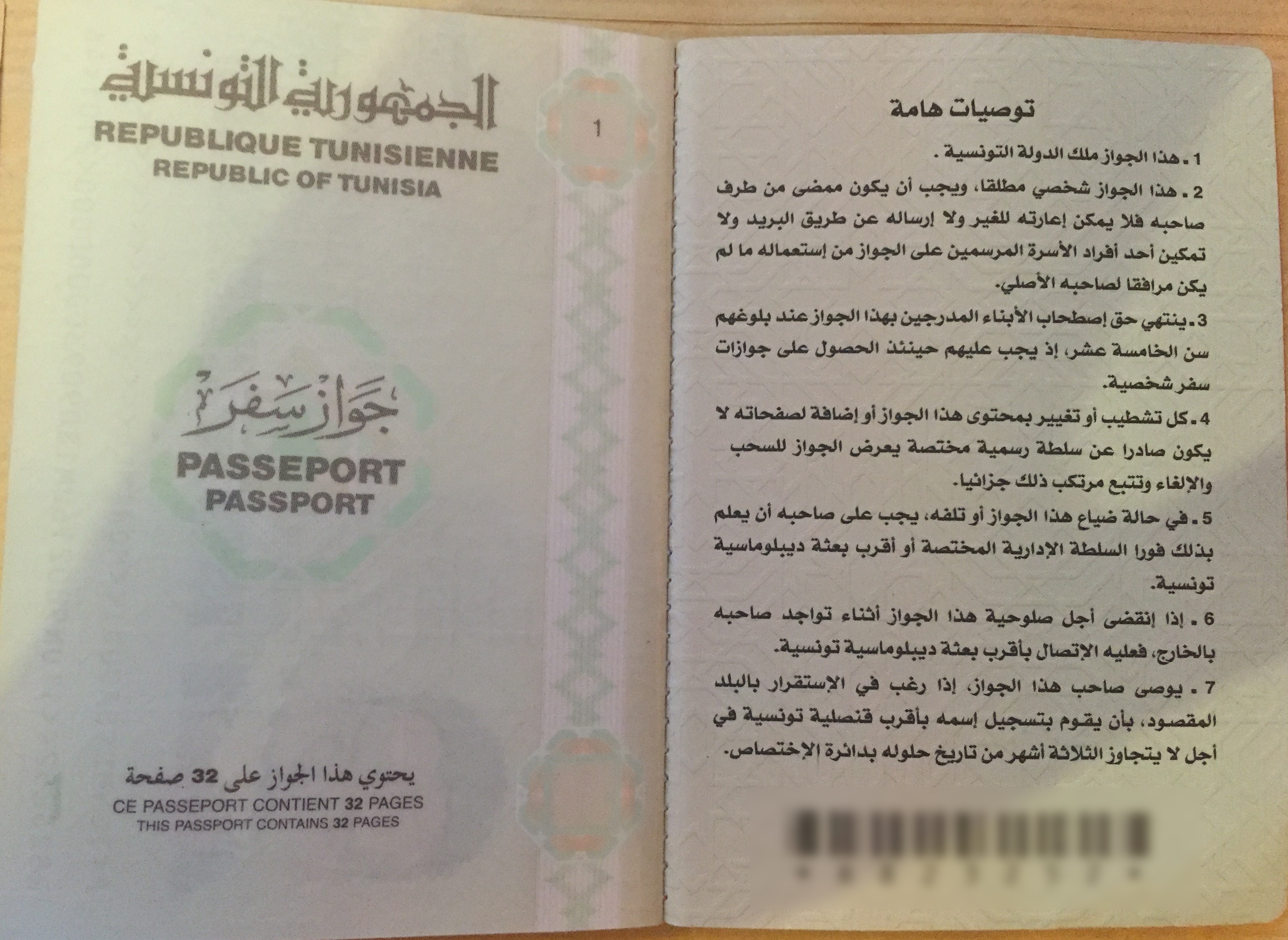

## التأشيرات الحرة أو التأشيرات بعد الوصول

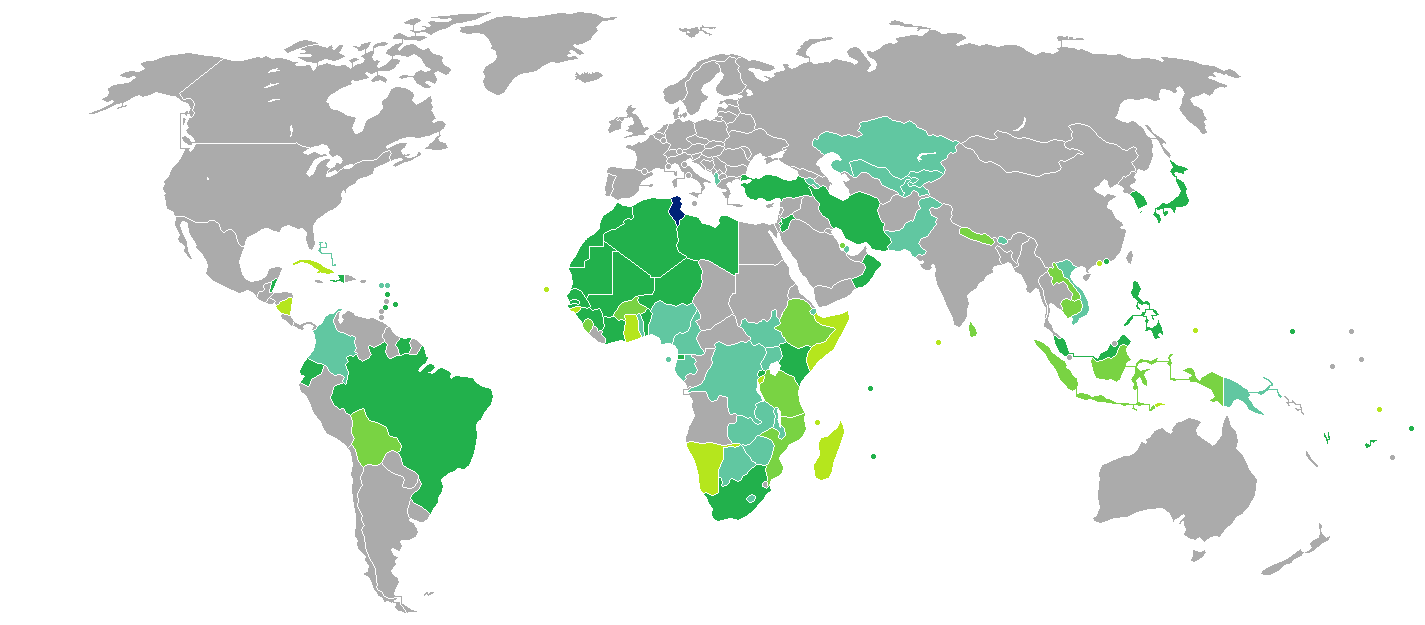
البلدان التالية تمنح تأشيرة مجانية أو تأشيرة دخول بعد الوصول

حاملي جواز السفر التونسي، يمكنهم السفر بدون فيزا ()، أو الحصول على فيزا عند الوصول، إلى أكثر من ثمانين دولة في العالم، ما يصنفه في المرتبة 66 من جملة 210 جواز سفر في العالم في 2025 حسب مؤشر جواز السفر.

### أفريقيا
| الدولة أو الأراضي | شروط الحصول                                                                     |
| ----------------- | ------------------------------------------------------------------------------- |
| الجزائر           | 3 أشهر                                                                          |
| جنوب إفريقيا      | 3 أشهر                                                                          |
| بنين              | 3 أشهر                                                                          |
| بوركينا فاسو      | تأشيرة عند الوصول (30 يوماً)                                                     |
| بوروندي           | تأشيرة عند الوصول (30 يوماً)                                                     |
| الرأس الأخضر      | تأشيرة عند الوصول (3 أشهر)                                                      |
| جزر القمر         | تأشيرة عند الوصول (3 أشهر)                                                      |
| ساحل العاج        | 3 أشهر                                                                          |
| جيبوتي            | تأشيرة الكترونية بسعر 23 دولار أمريكي (90 يوما)                                 |
| إثيوبيا           | تأشيرة عند الوصول بسعر 72 دولار أمريكي (90 يوما)                                |
| الغابون           | 3 أشهر                                                                          |
| غامبيا            | 3 أشهر                                                                          |
| غانا              | تأشيرة عند الوصول بسعر 150 دولار أمريكي                                         |
| غينيا             | 3 أشهر                                                                          |
| غينيا بيساو       | تأشيرة عند الوصول (90 يوم)                                                      |
| غينيا الاستوائية  | 3 أشهر                                                                          |
| كينيا             | 60 يوم                                                                          |
| ليسوتو            | تأشيرة الكترونية بسعر 150 دولار أمريكي؛ الدفع عند الوصول (44 يوما)              |
| ليبيا             | 3 أشهر                                                                          |
| مدغشقر            | تأشيرة عند الوصول بسعر 000 140 أرياري مدغشقري (3 أشهر)                          |
| مالاوي            | تأشيرة الكترونية بسعر 75 دولار أمريكي (90 يوما)                                 |
| مالي              | 3 أشهر                                                                          |
| المغرب            | 3 أشهر                                                                          |
| موريشيوس          | 2 أشهر (سياحة) 3 أشهر (رجال أعمال)                                              |
| موريتانيا         | 3 أشهر                                                                          |
| موزمبيق           | تأشيرة عند الوصول بسعر 25 دولار أمريكي (شهر واحد)                               |
| ناميبيا           | تأشيرة عند الوصول بسعر 1000 دولار ناميبي (3 أشهر)                               |
| النيجر            | 3 أشهر                                                                          |
| نيجيريا           | تأشيرة عند الوصول بسعر 32 دولار أمريكي بشرط الحصول على تأشيرة الكترونية(3 أشهر) |
| أوغندا            | تأشيرة عند الوصول بسعر 50 دولار أمريكي (6 أشهر)                                 |
| رواندا            | شهر واحد                                                                        |
| ساو تومي وبرينسيب | تأشيرة الكترونية بسعر 20 أورو؛ الدفع عند الوصول (30 يوما)                       |
| السنغال           | 3 أشهر                                                                          |
| سيشل              | شهر واحد                                                                        |
| سيراليون          | تأشيرة عند الوصول بسعر 25 دولار أمريكي (شهر واحد)                               |
| الصومال           | تأشيرة عند الوصول بسعر 60 دولار أمريكي (شهر واحد)                               |
| صوماليلاند        | تأشيرة عند الوصول بسعر 30 دولار أمريكي (شهر واحد)                               |
| جنوب السودان      | تأشيرة عند الوصول بسعر 100 دولار أمريكي (3 أشهر)                                |
| تنزانيا           | تأشيرة عند الوصول بسعر 50-100 دولار أمريكي (3 أشهر)                             |
| توغو              | تأشيرة عند الوصول بسعر 000 60 فرنك أفريقي (3 أشهر)                              |
| زامبيا            | تأشيرة الكترونية بسعر 50 دولار أمريكي (90 يوما)                                 |

### الأمريكيتان
| الدولة أو الأراضي       | شروط الحصول                                                     |
| ----------------------- | --------------------------------------------------------------- |
| باربادوس                | 6 أشهر                                                          |
| بليز                    | شهر واحد                                                        |
| بوليفيا                 | تأشيرة عند الوصول (3 أشهر)                                      |
| البرازيل                | 3 أشهر                                                          |
| كوبا                    | 30 يوم، مع ضرورة شراء بطاقة سائح قبل السفر بسعر 20 دولار أمريكي |
| دومينيكا                | 3 أسابيع                                                        |
| الإكوادور               | 3 أشهر                                                          |
| هايتي                   | 3 أشهر                                                          |
| مونتسرات                | فيزا الكترونية                                                  |
| نيكاراغوا               | تأشيرة عند الوصول بسعر 10 دولار أمريكي (90 يوم)                 |
| سانت فينسنت والغرينادين | 3 أشهر                                                          |
| سورينام                 | تأشيرة الكترونية بسعر 40 دولار أمريكي (90 يوما)                 |
| جزر العذراء البريطانية  | شهر واحد                                                        |

### آسيا
| الدولة أو الأراضي | شروط الحصول                                                  |
| ----------------- | ------------------------------------------------------------ |
| أرمينيا           | تأشيرة الكترونية بسعر 30 دولار أمريكي (120 يوما)             |
| بنغلاديش          | تأشيرة عند الوصول (30 يوم)                                   |
| كمبوديا           | تأشيرة عند الوصول بسعر 30 دولار أمريكي (شهر واحد)            |
| قبرص الشمالية     | (90 يوم)                                                     |
| كوريا الجنوبية    | شهر واحد                                                     |
| هونغ كونغ         | شهر واحد                                                     |
| إندونيسيا         | 30 يوم                                                       |
| إيران             | تأشيرة عند الوصول (15 يوم)                                   |
| اليابان           | 3 أشهر                                                       |
| الأردن            | تأشيرة عند الوصول مجاناً                                      |
| لاوس              | تأشيرة عند الوصول بسعر 30 دولار أمريكي (شهر واحد)            |
| لبنان             | تأشيرة عند الوصول بشروط معينة(شهر واحد)                      |
| ماكاو             | تأشيرة عند الوصول بسعر 100 باتاكا ماكاوية (شهر واحد)         |
| ماليزيا           | 3 أشهر                                                       |
| جزر المالديف      | تأشيرة عند الوصول (شهر واحد)                                 |
| نيبال             | تأشيرة عند الوصول بسعر 40 دولار أمريكي (شهر واحد)            |
| عُمان              | 14 يوم                                                       |
| أوزبكستان         | تأشيرة الكترونية بسعر 35 دولار أمريكي (30 يوما)              |
| باكستان           | تأشيرة الكترونية بسعر 60 دولار أمريكي (90 يوما)              |
| الفلبين           | 3 أسابيع                                                     |
| روسيا             | تأشيرة إلكترونية، شرط الدخول عبر الشرق الأقصى الروسي (8أيام) |
| سنغافورة          | تأشيرة الكترونية بسعر 30 دولار سنغافوري (30 يوما)            |
| سريلانكا          | تأشيرة إلكترونية بسعر 35 دولار أمريكي                        |
| سوريا             | تأشيرة عند الوصول بسعر 75 دولار أمريكي (شهر واحد)            |
| طاجيكستان         | تأشيرة عند الوصول (45 يوم)                                   |
| تايلاند           | تأشيرة عند الوصول بسعر 2000 بات تايلاندي (15 يوما)           |
| تيمور الشرقية     | تأشيرة عند الوصول بسعر 30 دولار أمريكي (شهر واحد)            |
| تركيا             | 3 أشهر                                                       |
| فيتنام            | تأشيرة الكترونية بسعر 25 دولار أمريكي (90 يوما)              |

### أوروبا
| الدولة أو الأراضي | شروط الحصول                                    |
| ----------------- | ---------------------------------------------- |
| أوكرانيا          | 3 أشهر (فقط لجوازات السفر الخاصة والدبلوماسية) |

### أوقيانوسيا
| الدولة أو الأراضي         | شروط الحصول                                       |
| ------------------------- | ------------------------------------------------- |
| فيجي                      | 4 أشهر                                            |
| جزر كوك                   | 31 يوم                                            |
| جزر بيتكيرن               | 14 يوم                                            |
| كيريباتي                  | 28 يوم                                            |
| ولايات ميكرونيسيا المتحدة | شهر واحد                                          |
| نييوي                     | شهر واحد                                          |
| بالاو                     | تأشيرة عند الوصول بسعر 50 دولار أمريكي (واحد شهر) |
| ساموا                     | 3 شهر                                             |
| توفالو                    | تأشيرة عند الوصول (شهر واحد)                      |
| فانواتو                   | شهر واحد                                          |

## وصلات خارجية
- الصفحة الرسمية للخدمات المتعقلة بجواز السفر التونسي على موقع خدمات وزارة الداخلية التونسية.